# Mora Torres
Mora Torres,  nacida como María de los Milagros Torres (Santa Fe, Argentina, 1949) es una poeta argentina.

## Obras
- Como quien entra en una fiesta (1988).
- Jugar en noche oscura (2005, El Cuenco de Plata).

## Premios
- Primer Premio de Poesía José Pedroni, Premios Trienales de Literatura de la Pcia. de Santa Fe (1970).
- Primer Premio de Poesía, Fondo Nacional de las Artes (1987).
- Tercer Premio de Poesía, Fondo Nacional de las Artes (2003).